# Diamond Tower
De Diamond Tower is een hoge wolkenkrabber met een beoogde hoogte van 432 meter en 93 verdiepingen die momenteel gebouwd wordt in Jeddah, Saoedi-Arabië.
Hij is voornamelijk bestemd voor woningen, doch de toren zal ook een aantal andere functies bevatten.
Na voltooiing is het het op een na hoogste gebouw in Saoedi Arabië en een van de hoogste residentiële gebouwen ter wereld.